# Museu do Vinho (Madalena)

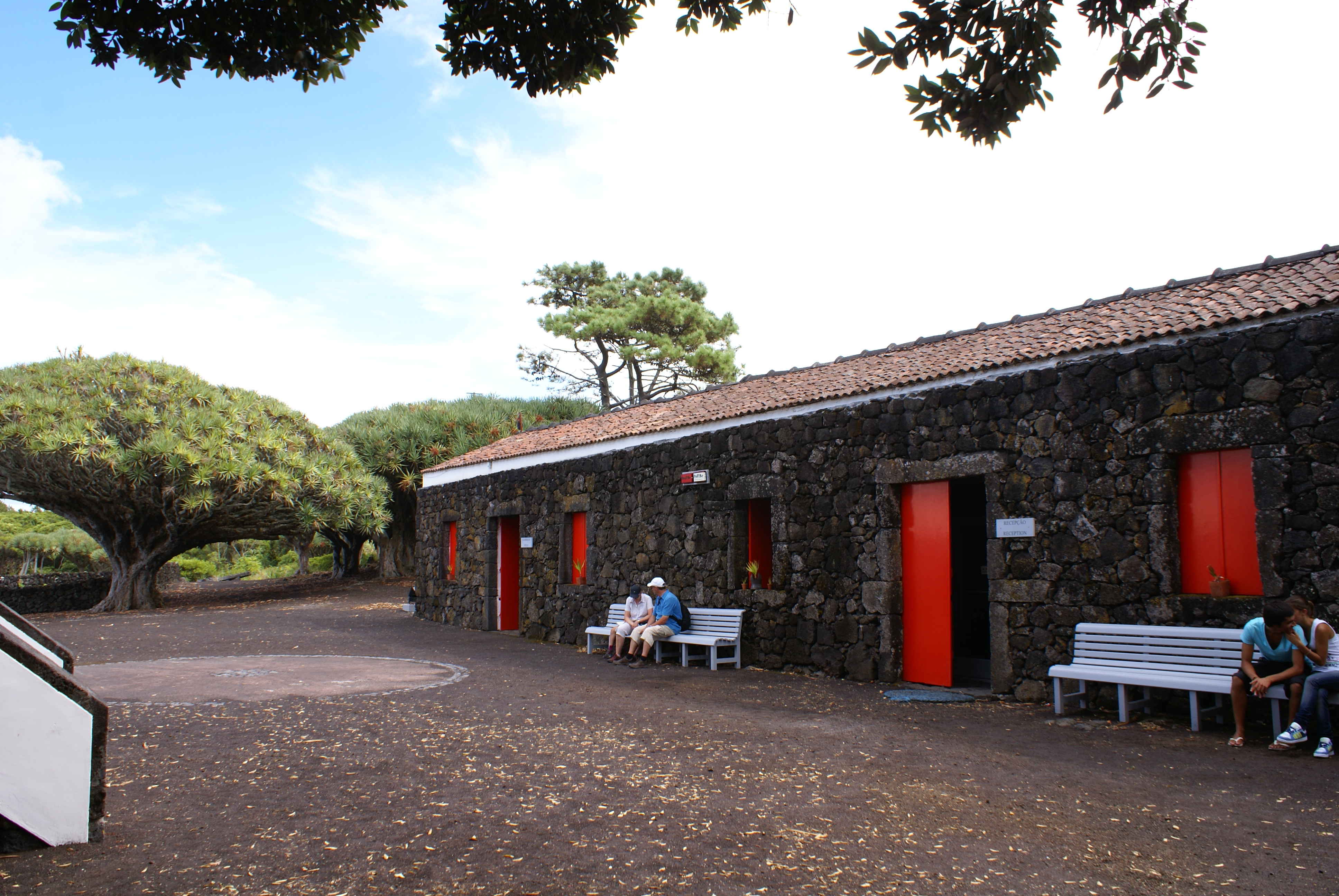
Museu do Vinho do Pico, exteriores.

O Museu do Vinho localiza-se na freguesia e Concelho de Madalena, na Ilha do Pico, nos Açores. Integra a Rede Regional de Museus como extensão do Museu do Pico e foi criado em 1999.
Encontra-se instalado nas dependências do antigo Convento da Ordem do Carmo, que remonta aos séculos XVII/XVIII, e que se constitui num símbolo arquitetónico da fase áurea do "Ciclo do Vinho Verdelho" na ilha.
Compreende a casa conventual dos frades carmelitas, o armazém dos lagares e alambiques, uma vinha, um edifício construído de raiz que alberga um lagar de três bicas, um miradouro e uma mata de seculares dragoeiros ("Dracaena draco"), cuja idade está estimada entre 500 e 1000 anos.
Inaugurado em 1999, o espólio do museu é essencialmente constituído por peças etnográficas, objetos ligados aos ciclos - vegetal, industrial e de socialização - da vitivinicultura.

## Galeria

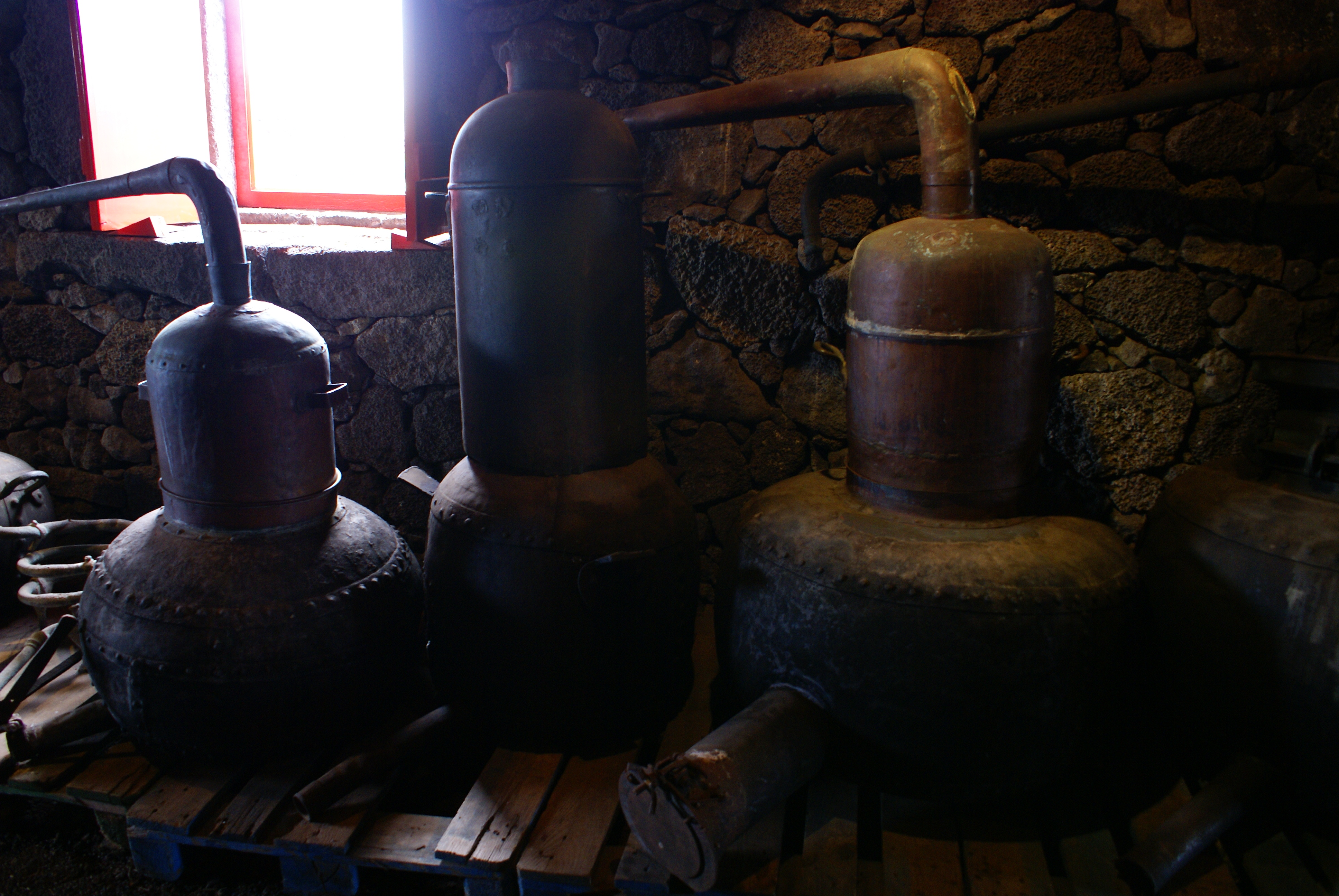
Acervo
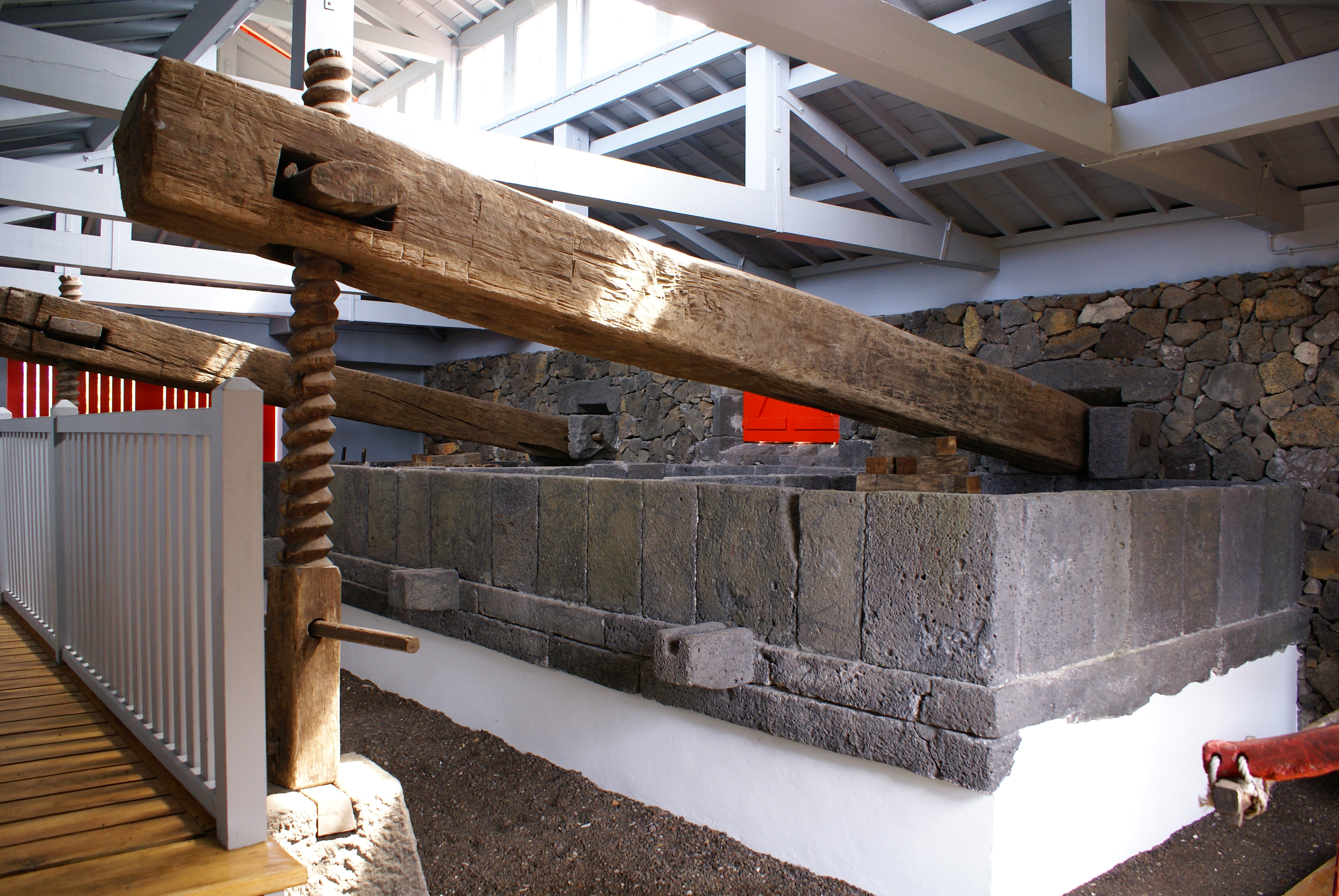
Lagar
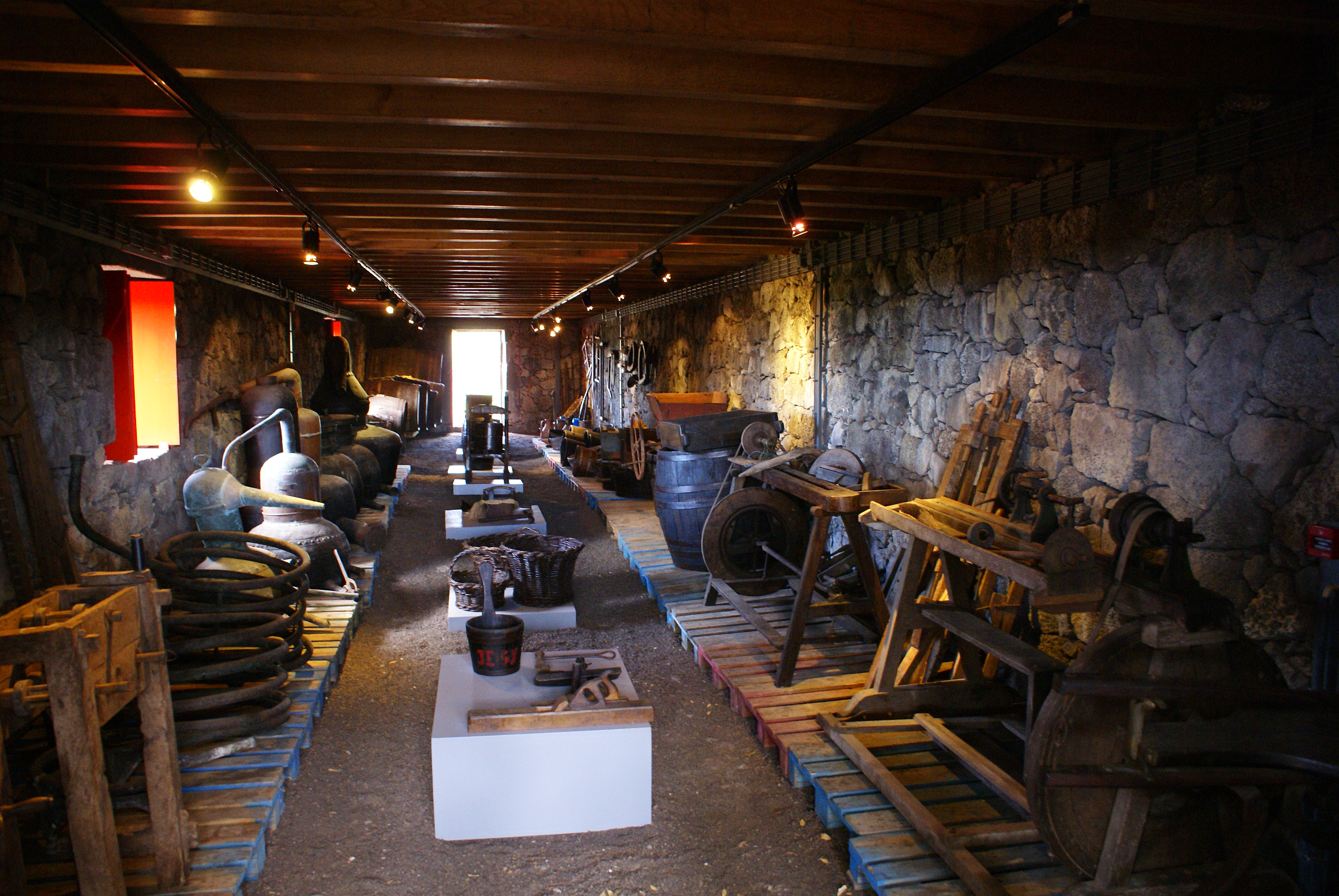
Acervo
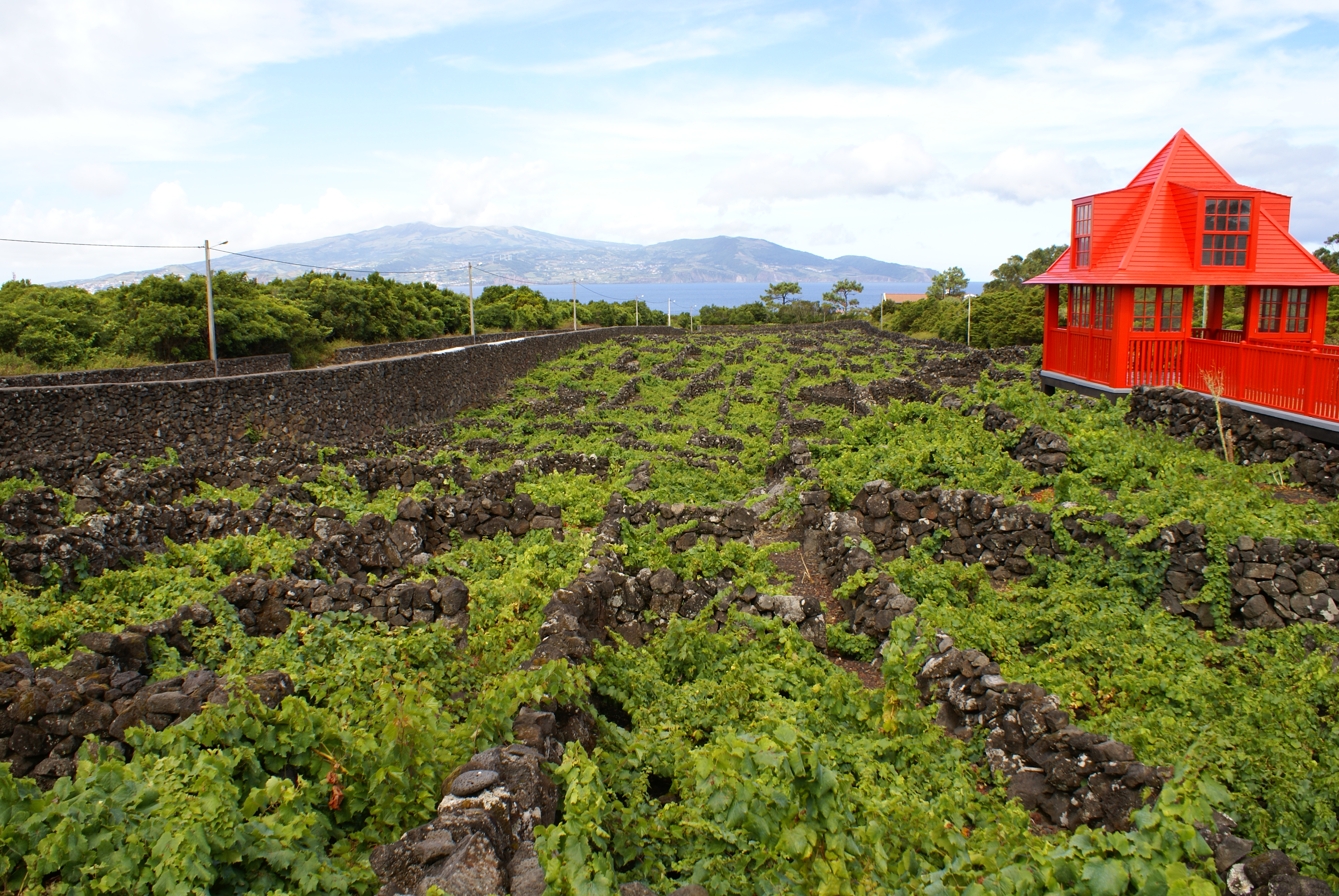
Curraletas de vinha
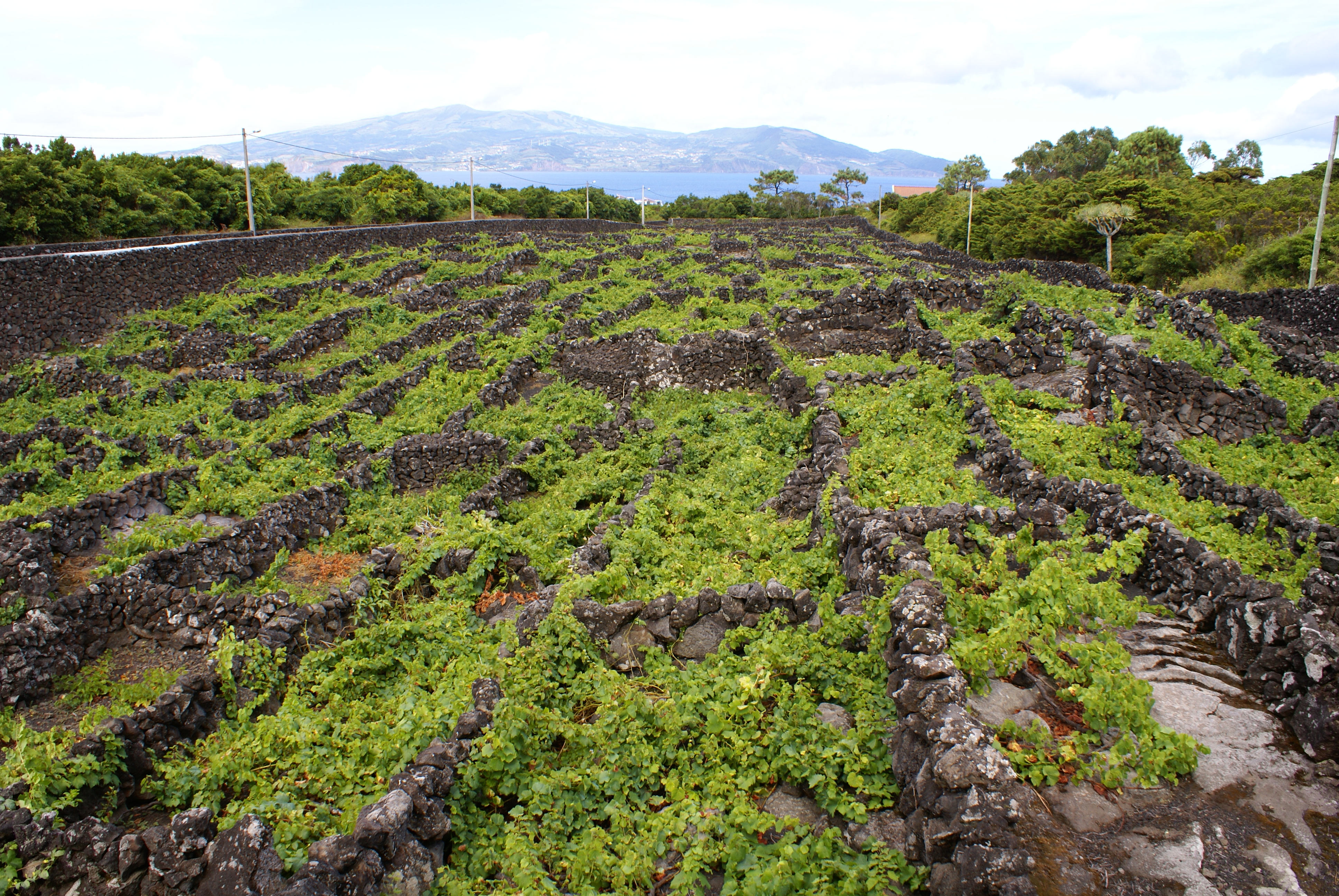
Curraletas de vinha
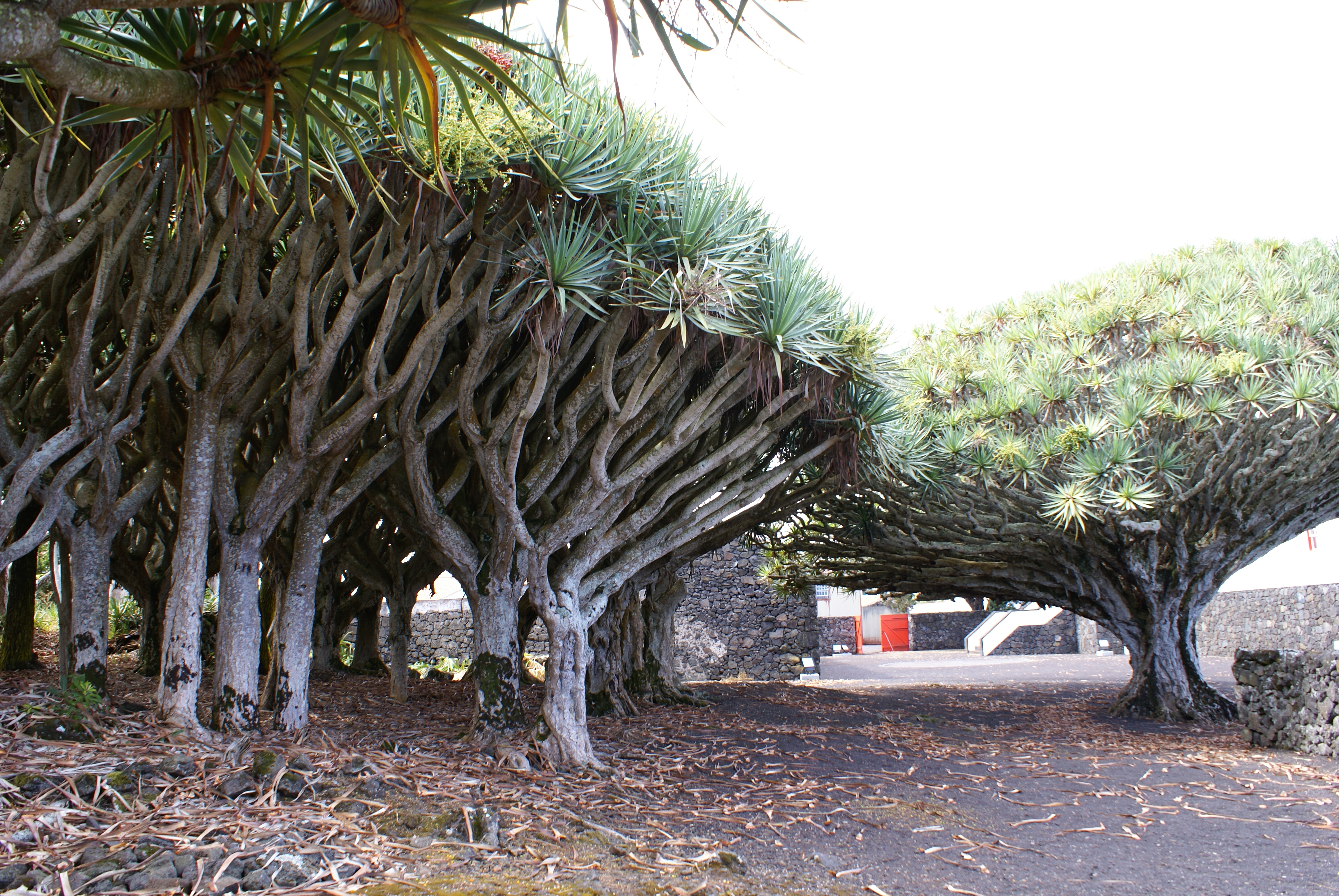
Dragoeiros com idades estimadas entre 500 e 1000 anos.
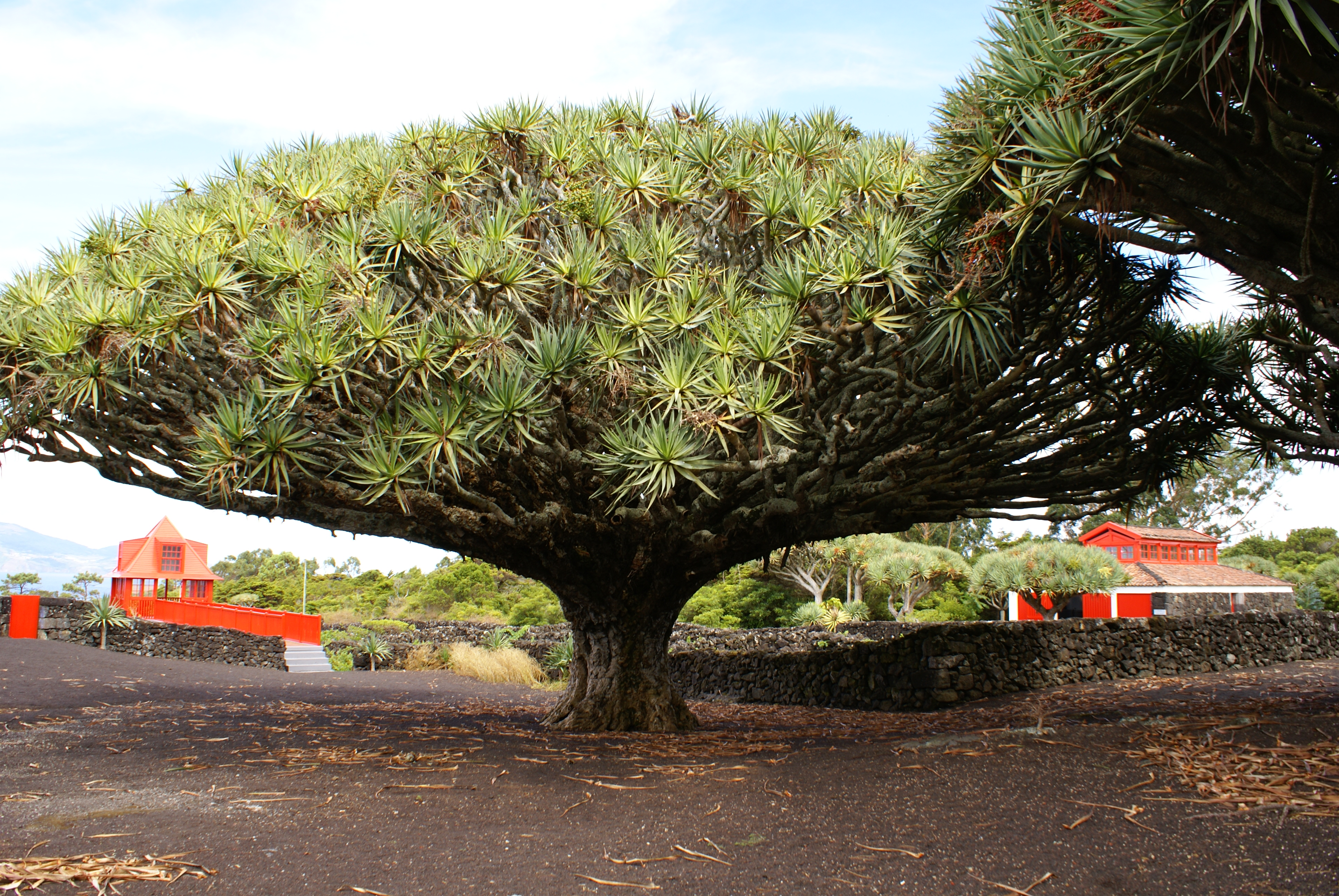
Dragoeiro